# ترتيب المعركة لغزو العراق عام 2003
 هذا هو ترتيب المعركة لغزو العراق أثناء حرب العراق بين قوات التحالف والقوات المسلحة العراقية؛ فدائيي صدام؛ وآخرين في الفترة ما بين 19 مارس و1 مايو 2003.
لقد عرّف جيش الولايات المتحدة "ترتيب المعركة" بأنه "هيكل التعريف والقيادة" لوحدة أو تشكيل. لقد تغيرت منظمة قوات عملية تحرير العراق بشكل متكرر.
في القوائم أدناه، يشير "BN" إلى كتيبة، وهي وحدة عسكرية. في الولايات المتحدة والمملكة المتحدة، يبلغ عدد أفراد الكتيبة القتالية عادة حوالي 600-800 فرد.

## قيادة المكون البري لقوات التحالف

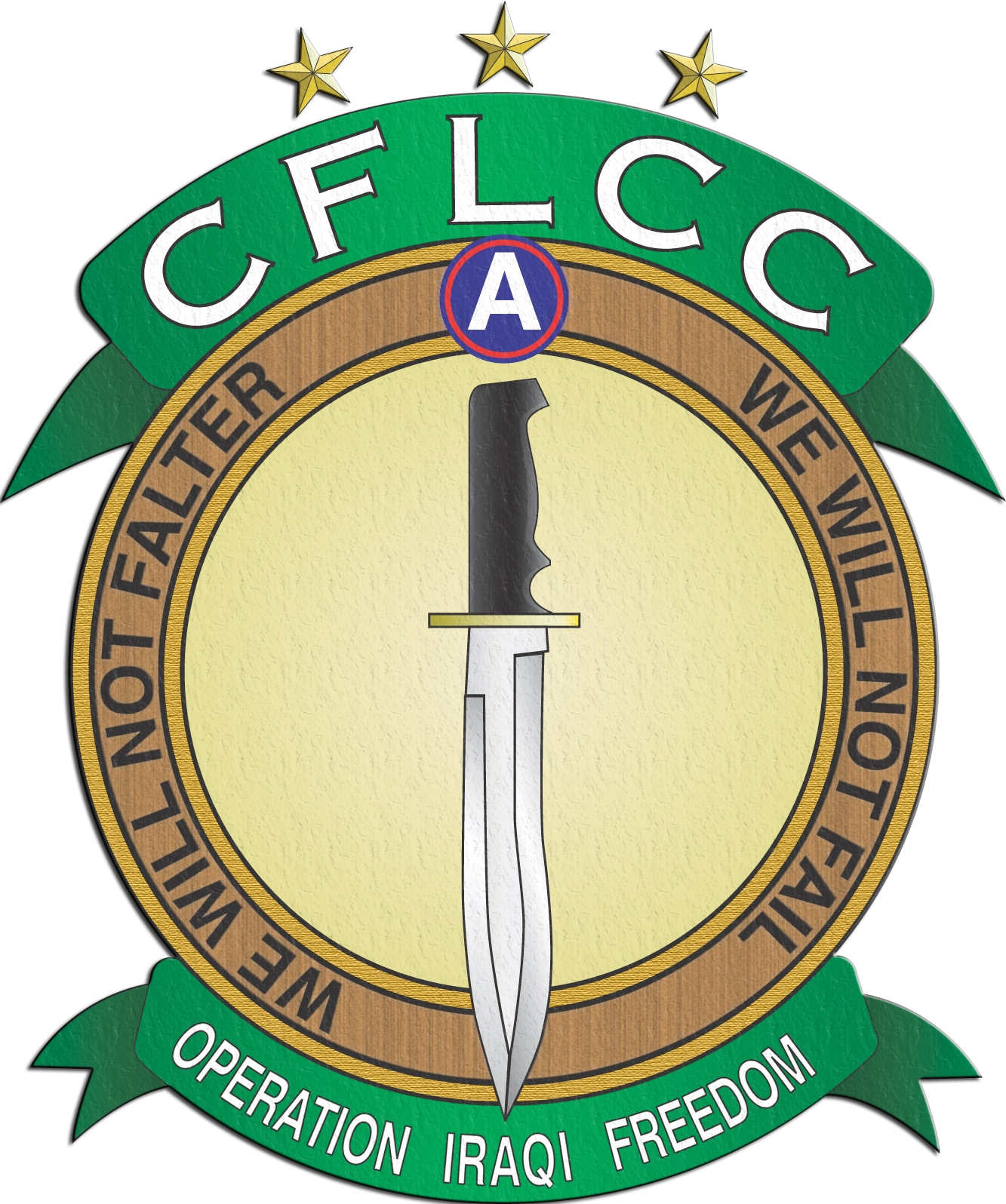
شعار قيادة القوات البرية التابعة لقوات التحالف أثناء حرب العراق
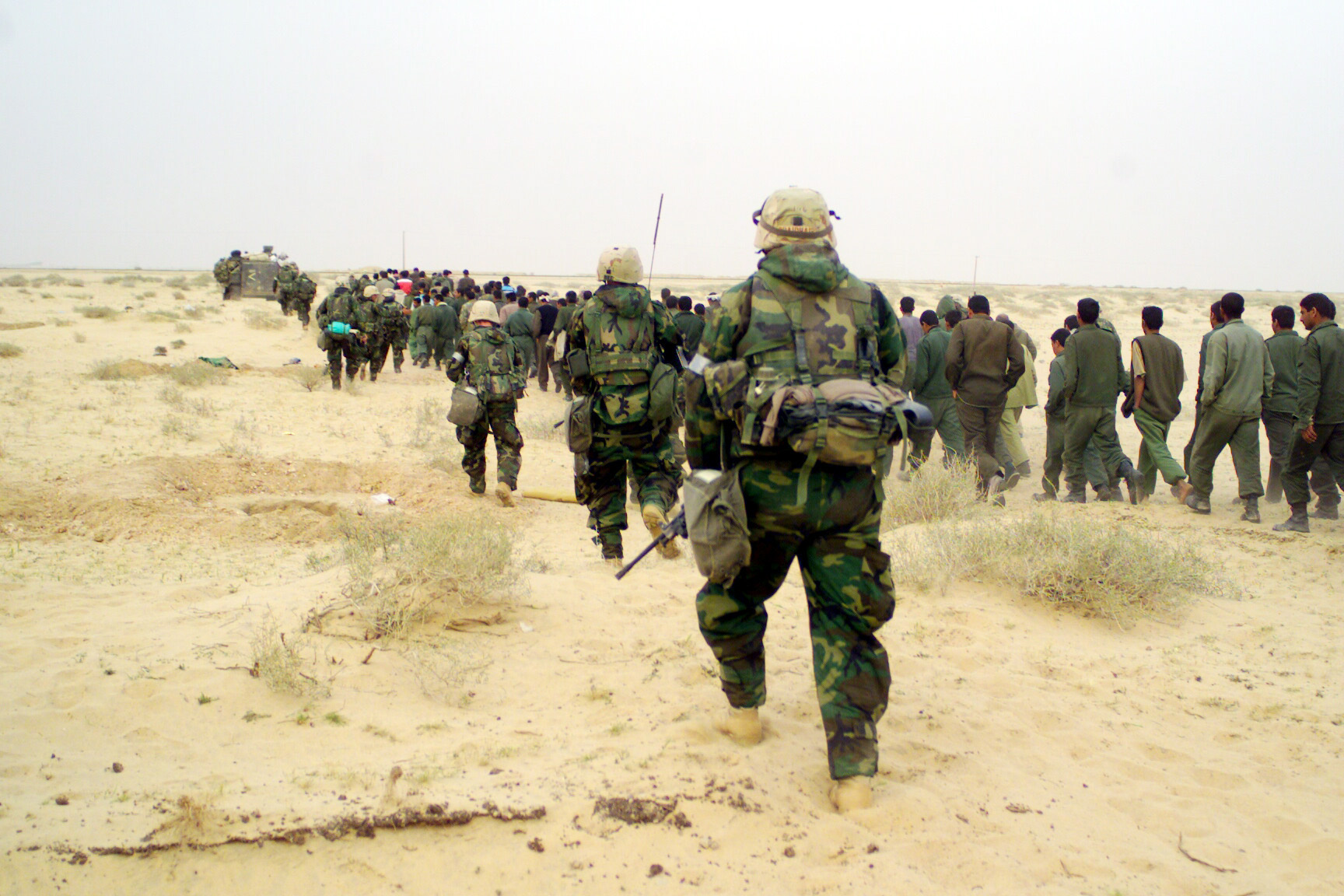
جنود مشاة البحرية من فوج مشاة البحرية الأول الأمريكي يرافقون سجناء عراقيين في مارس 2003
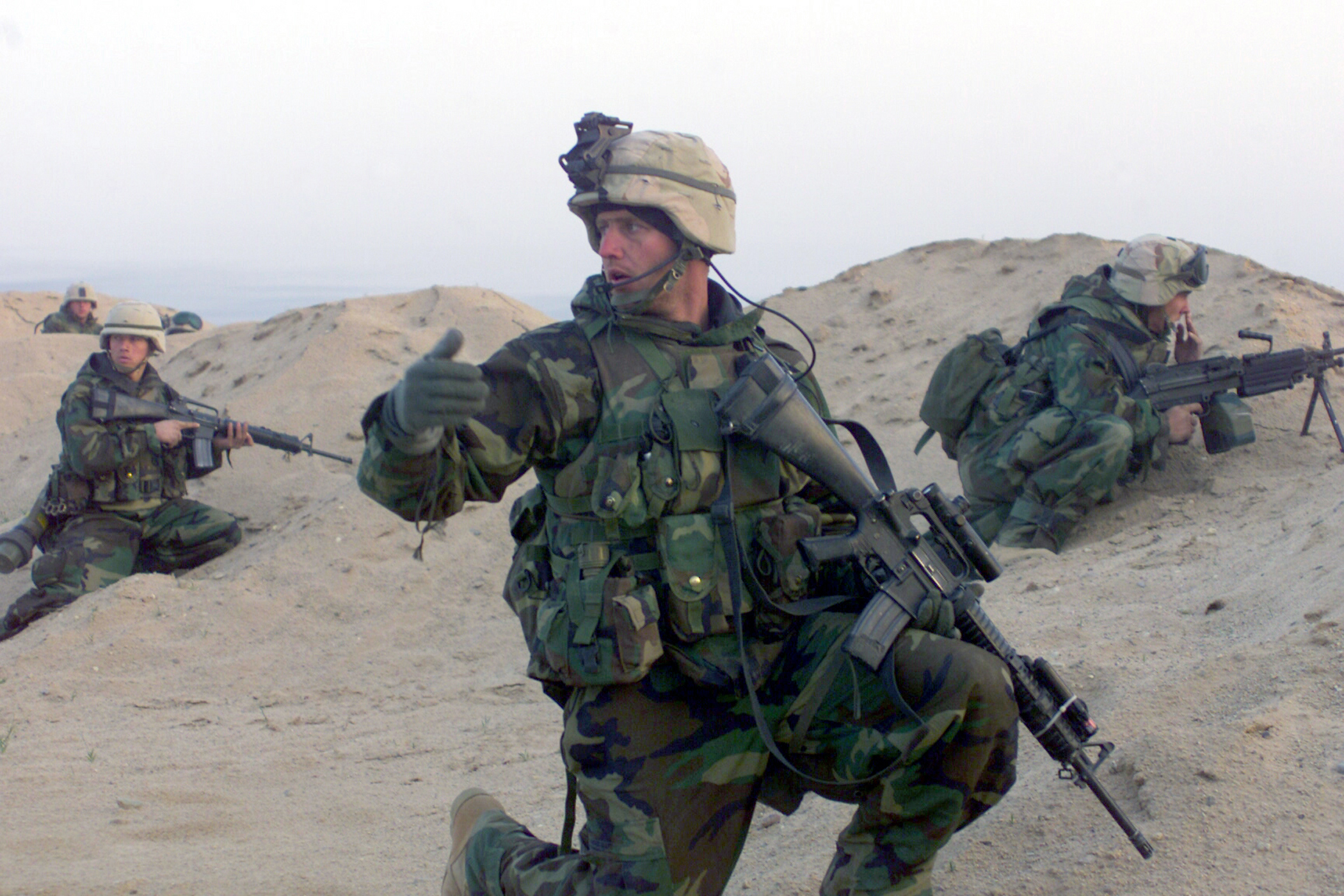
جنود مشاة البحرية من الوحدة البحرية الخامسة عشرة الأمريكية خلال حرب العراق
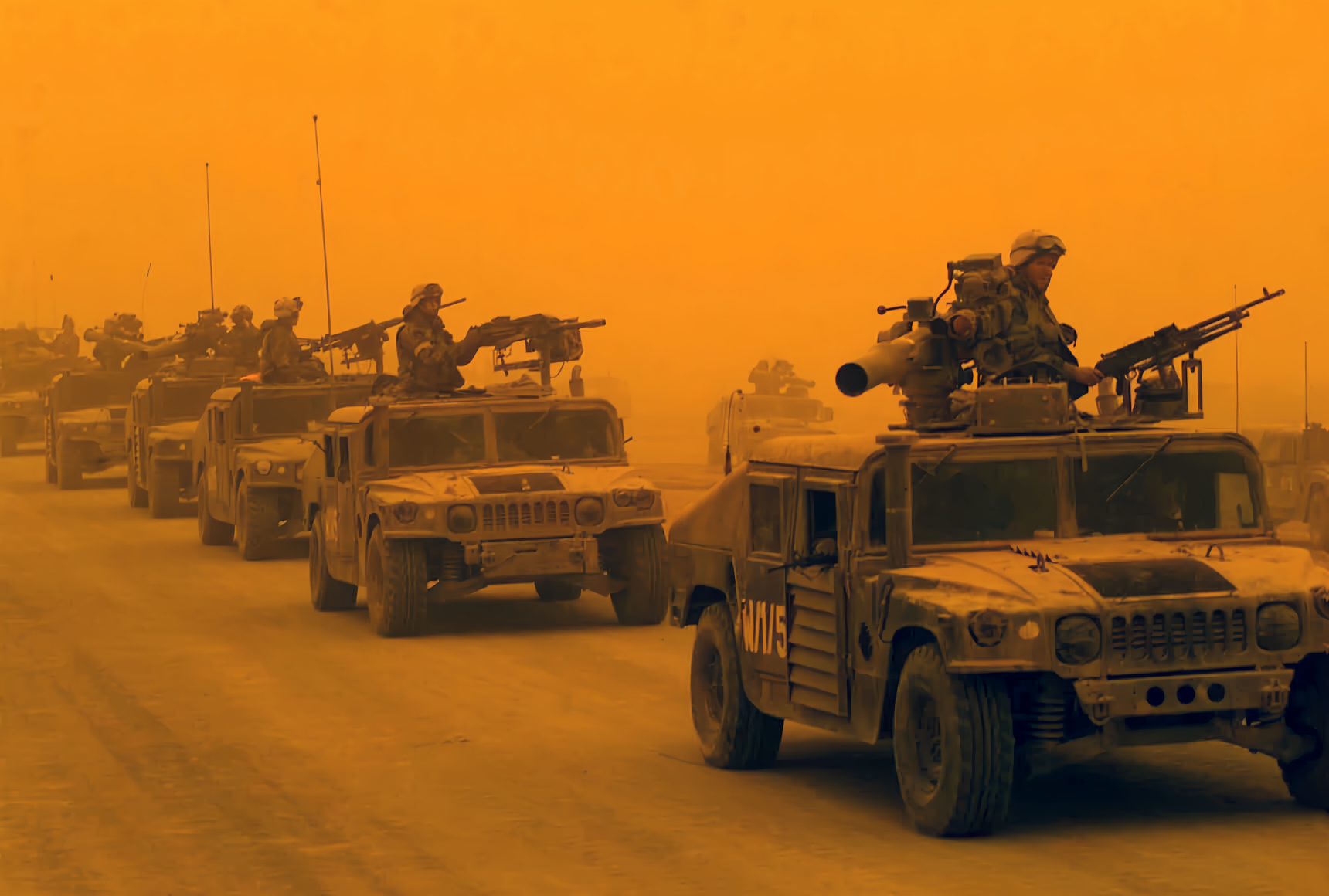
قافلة من المركبات العسكرية الامريكية
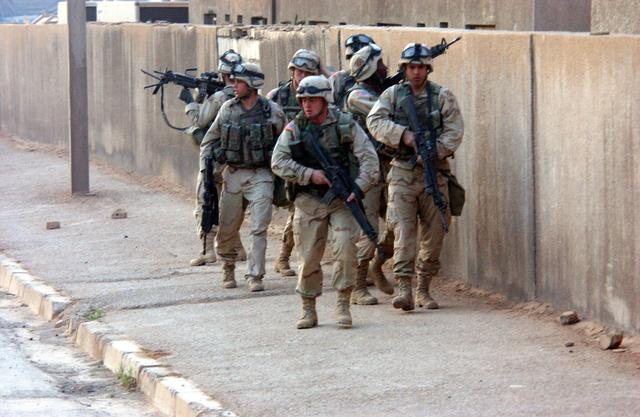
جنود الجيش الأمريكي في بغداد
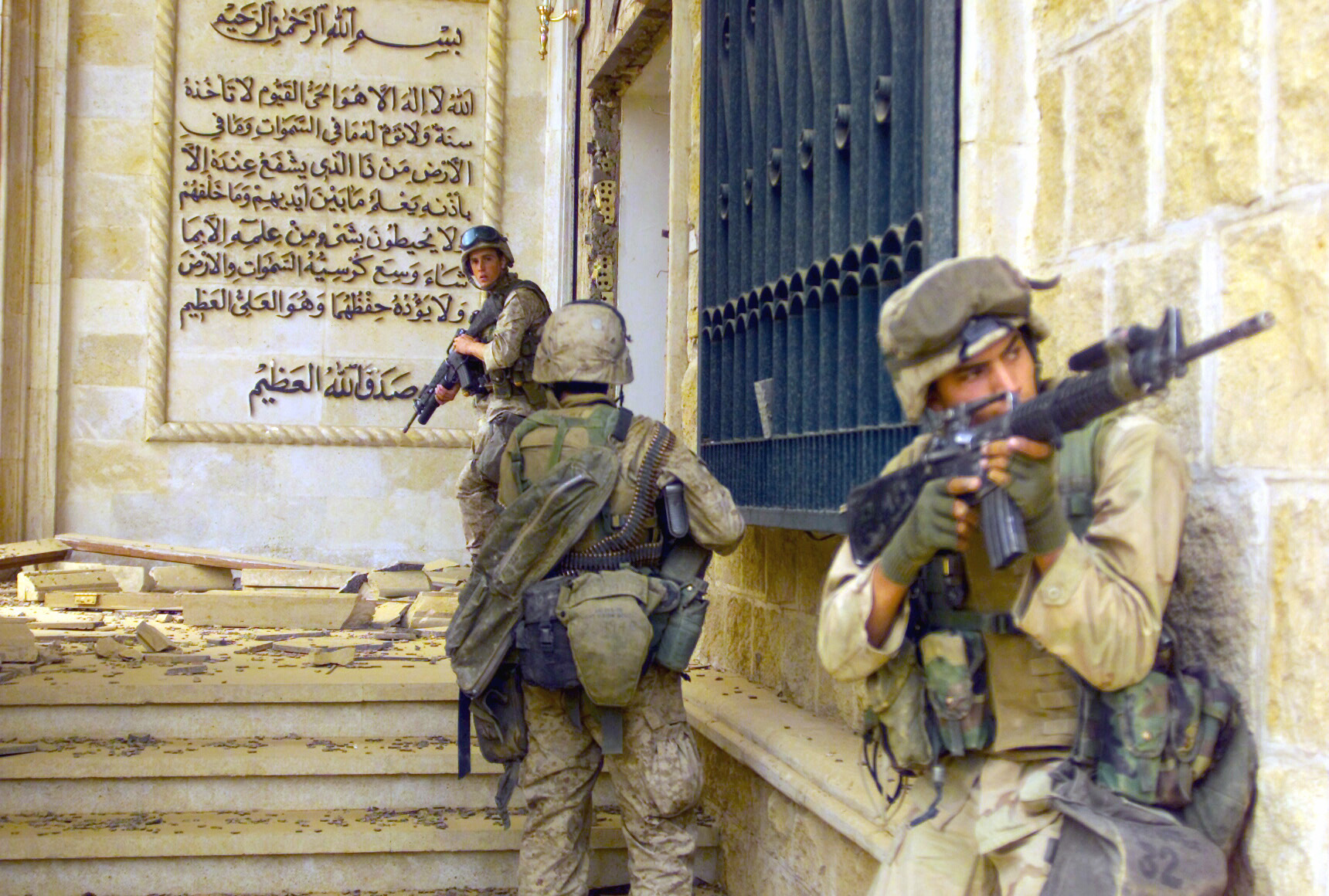
جنود من المارينز في قصر صدام

## قوة المشاة البحرية الأولى
- الفريق أول جيمس ت. كونواي، القائد العام
- الفرقة البحرية الأولى (المعززة)[3]
- اللواء جيم ماتيس، القائد العام
- الفوج البحري الأول[3]
- الكتيبة الثالثة، الفوج البحري الأول[3]
- الكتيبة الأولى، الفوج البحري الرابع[3]
- الكتيبة الثانية، الفوج البحري الثالث والعشرون[3]
- كتيبة الاستطلاع المدرعة الخفيفة الثانية[3]
- الفوج البحري الخامس[3]
- الكتيبة الأولى، الفوج البحري الخامس[3]
- الكتيبة الثانية، الفوج البحري الخامس[3]
- الكتيبة الثالثة، الفوج البحري الخامس[3]
- كتيبة الدبابات الثانية[3]
- كتيبة الاستطلاع المدرعة الخفيفة الأولى[3]
- الفوج البحري السابع[3]
- الكتيبة الأولى، الفوج البحري السابع[3]
- الكتيبة الثالثة، الفوج البحري السابع الفوج[3]
- الكتيبة الثالثة، فوج مشاة البحرية الرابع[3]
- كتيبة الدبابات الأولى[3]
- كتيبة الاستطلاع المدرعة الخفيفة الثالثة[3]
- الفوج الحادي عشر لمشاة البحرية[3]
- الكتيبة الأولى، فوج مشاة البحرية الحادي عشر (مدفعية مقطور عيار 155 ملم)[3]
- الكتيبة الثانية، فوج مشاة البحرية الحادي عشر (155T)[3]
- الكتيبة الثالثة، فوج مشاة البحرية الحادي عشر (155T)[3]
- الكتيبة الخامسة، فوج مشاة البحرية الحادي عشر (155T)[3]
- مفرزة المدفعية الميدانية الأولى (المحمولة جواً)[3]
- الكتيبة الثالثة، فوج المدفعية الميدانية السابع والعشرون (MLRS)[3]
- كتيبة الاستطلاع الأولى[3]
- كتيبة البرمائيات الهجومية الثانية[3]
- كتيبة البرمائيات الهجومية الثالثة[3]
- لواء المشاة البحرية الثاني (قوة المهام البحرية تاراوا)
- العميد ريتشارد ف. ناتونسكيس، القائد العام[3]
- الفوج البحري الثاني[3]
- الكتيبة الأولى، الفوج البحري الثاني[3]
- الكتيبة الثالثة، الفوج البحري الثاني[3]
- الكتيبة الثانية، الفوج البحري الثامن[3]
- الكتيبة الأولى، الفوج البحري العاشر (155T)[3]
- وحدة المشاة البحرية الخامسة عشرة (SOC)[3]
- الكتيبة الثانية، الفوج البحري الأول[3]
- الكتيبة S، الفوج البحري الخامس عشر (155T)[3]
- وحدة المشاة البحرية الرابعة والعشرون[3]
- الكتيبة الثانية، الفوج البحري الثاني[3]
- الكتيبة F، الفوج البحري الثاني العاشر (155T)[3]
- الفرقة المدرعة الأولى (المملكة المتحدة)[3]
- الفرقة المدرعة السابعة لواء[3]
- حرس الفرسان الملكي الاسكتلندي (مدرع)[3]
- فوج الدبابات الملكي الثاني (مدرع)[3]
- الكتيبة الأولى، بلاك ووتش (مشاة مدرعة)[3]
- الكتيبة الأولى، فوج المشاة الملكي (مشاة مدرعة)[3]
- الفوج الثالث، مدفعية الفرسان الملكي (155SP)[3]
- لواء الهجوم الجوي السادس عشر[3]
- الكتيبة الأولى، فوج المظلات[3]
- الكتيبة الثالثة، فوج المظلات[3]
- الكتيبة الأولى، الفوج الملكي الأيرلندي (أسطول جوي)[3]
- فوج المظلات السابع، مدفعية الفرسان الملكي (105T)[3]
- اللواء الثالث للكوماندوز[3]
- الكوماندوز الأربعون[3]
- الكوماندوز الأربعون[3]
- الفوج التاسع والعشرون للمدفعية الملكية (105T)[3]

## الفيلق الخامس
- الفريق أول ويليام س. والاس، القائد العام.
- الفرقة الثالثة للمشاة (ميكانيكية)[3]
- اللواء الأول[3]
- الفرقة الثانية، فوج المشاة السابع (ميكانيكية)[3]
- الفرقة الثالثة، فوج المشاة السابع (ميكانيكية)[3]
- الفرقة الثالثة، فوج المدرعات 69[3]
- الفرقة الأولى، فوج المدفعية الميدانية 41 (155SP)[3]
- اللواء الثاني[3]
- سرب المشاة الثالث، فوج الفرسان السابع (ميكانيكية)[3]
- الفرقة الثالثة، فوج المشاة الخامس عشر (ميكانيكية)[3]
- الفرقة الأولى، فوج المدرعات 64[3]
- الفرقة الرابعة، فوج المدرعات 64[3]
- الفرقة الأولى، فوج المدفعية الميدانية التاسع (155SP)[3]
- اللواء الثالث[3]
- الفرقة الأولى، فوج المدفعية الميدانية الخامس عشر فوج المشاة (ميكانيكي)[3]
- الفرقة الأولى، فوج المشاة الثلاثين (ميكانيكي)[3]
- الفرقة الثانية، فوج المدرعات 69[3]
- الفرقة الأولى، فوج المدفعية الميدانية العاشر (155SP)[3]
- الفرقة 101 المحمولة جواً (هجوم جوي)[3]
- اللواء الثاني[3]
- الفرقة الأولى، فوج المشاة 502 (هجوم جوي)[3]
- الفرقة الثانية، فوج المشاة 502 (هجوم جوي)[3]
- الفرقة الثالثة، فوج المشاة 502 (هجوم جوي)[3]
- الفرقة الثانية، فوج المدرعات 70 - منفصل عن الفرقة المدرعة الأولى[3]
- الفرقة الأولى، فوج المدفعية الميدانية 320 (الفرقة الجوية) (105T)[3]
- الفرقة الثالثة اللواء[3]
- الكتيبة الأولى، فوج المشاة 187 (لواء جو)[3]
- الكتيبة الثانية، فوج المشاة 187 (لواء جو)[3]
- الكتيبة الثالثة، فوج المشاة 187 (لواء جو)[3]
- الكتيبة الثالثة، فوج المدفعية الميدانية 320 (لواء جو) (105T)[3]
- كتيبة المهندسين 326 (لواء جو)[3]
- لواء الطيران القتالي 101[3]
- لواء الطيران القتالي 159[3]
- الفرقة المحمولة جوًا 82[3]
- اللواء الثاني[3]
- الكتيبة الأولى، فوج المشاة 325 (لواء جو)[3]
- الكتيبة الثالثة، فوج المشاة 325 (لواء جو)[3]
- الكتيبة الأولى، فوج المشاة 41 (لواء ميكانيكي) – منفصل عن الفرقة المدرعة الأولى
- الفرقة الثانية، فوج المدفعية الميدانية 319 (Abn) (105T)[1][3]
- اللواء الأول، الفرقة المحمولة جواً 101[3]
- الفرقة الأولى، فوج المشاة 327 (فرقة جوية)[3]
- الفرقة الثالثة، فوج المشاة 327 (فرقة جوية)[3]
- الفرقة الثانية، فوج المدفعية الميدانية 320 (فرقة جوية) (105T)[3]
- فرقة المشاة الرابعة (الميكانيكية) - بسبب فشل الدبلوماسية في غزو تركيا في الشمال، اضطرت الفرقة الرابعة إلى انتظار وصول المركبات إلى الكويت، قبل الركض شمالاً إلى بغداد. سرعان ما اكتشفت الفرقة الرابعة أن جميع العناصر الرئيسية قد استنفدت الموارد الأساسية للمهمة ووضعت الغزو في خطر شديد من التوقف. على الرغم من عدم رغبتهم في التخلي عن الزخم، وزعت الفرقة الرابعة إمداداتها بين الفرق واستمرت في الدفع شمالاً بمفردها.[3]
- اللواء الأول[3]
- الكتيبة الأولى، فوج المشاة الثامن (ميكانيكي) – منفصلة عن اللواء الثالث[3]
- الكتيبة الأولى، فوج المشاة الثاني والعشرون (ميكانيكي)[3]
- الكتيبة الأولى، فوج المدفعية للدفاع الجوي الرابع والأربعين (الولايات المتحدة)
- الكتيبة الأولى، فوج المدرعات السادس والستين[3]
- الكتيبة الثالثة، فوج المدرعات السادس والستين[3]
- الكتيبة الرابعة، فوج المدفعية الميدانية الثاني والأربعين (155SP)[3]
- اللواء الثاني[3]
- الكتيبة الثانية، فوج المشاة الثامن (ميكانيكي)[3]
- الكتيبة الأولى، فوج المدرعات السابع والستين[3]
- الكتيبة الثالثة، فوج المدرعات السابع والستين[3]
- الكتيبة الثالثة، فوج المدفعية الميدانية السادس عشر (155SP)[3]
- 3د اللواء[3]
- الكتيبة الأولى، فوج المشاة الثاني عشر (ميكانيكي)[3]
- الكتيبة الأولى، فوج المدرعات الثامن والستين[3]
- الكتيبة الثالثة، فوج المدفعية الميدانية التاسع والعشرون (155SP)[3]
- أصول الهيئة[4]

- مستشفى الدعم القتالي الثامن والعشرون[3]
- لواء المهندسين 130[3]
- مجموعة المهندسين 265[3]
- كتيبة المهندسين 52 (CBT HVY)[3]
- كتيبة المهندسين 122 (CORPS Wheeled)[3]
- كتيبة المهندسين 864 (CBT HVY)[3]
- كتيبة المهندسين 565 (PROV)[3]
- كتيبة المهندسين 142 (CBT HVY)[3]
- كتيبة المهندسين 489 (CBT MECH)[3]
- كتيبة المهندسين 878 (CBT HVY)[3]
- لواء المدفعية الميدانية السابع عشر[3]
- الكتيبة الخامسة، فوج المدفعية الميدانية الثالث (MLRS)[3]
- الكتيبة الأولى، فوج المدفعية الميدانية الثاني عشر (MLRS)[3]
- الكتيبة الثالثة، فوج المدفعية الميدانية الثامن عشر (155SP)[3]
- اللواء 41 للمدفعية الميداني[3]
- الكتيبة الثانية، فوج المدفعية الميدانية الثامن عشر (MLRS)[3]
- الكتيبة الأولى، فوج المدفعية الميدانية السابع والعشرون (MLRS)[3]
- اللواء 214 للمدفعية الميدانية[3]
- الكتيبة الثانية، فوج المدفعية الميدانية الرابع (MLRS)[3]
- اللواء 18 للشرطة العسكرية[3]
- كتيبة 211 للشرطة العسكرية[3]
- كتيبة 503 للشرطة العسكرية[3]
- كتيبة 519 للشرطة العسكرية[3]
- كتيبة 709 للشرطة العسكرية[3]
- كتيبة 720 للشرطة العسكرية[3]
- لواء الاستخبارات العسكرية 205[3]
- كتيبة الاستخبارات العسكرية الخامسة عشر[3]
- كتيبة الاستخبارات العسكرية 165[3]
- كتيبة الاستخبارات العسكرية 223[3]
- 302 كتيبة الاستخبارات العسكرية[3]
- كتيبة الاستخبارات العسكرية 325[3]
- كتيبة الاستخبارات العسكرية 519[3]
- لواء الإشارة 22[3]
- كتيبة الإشارة 17[3]
- كتيبة الإشارة 32[3]
- كتيبة الإشارة 44[3]
- كتيبة الإشارة 51[3]

- كتيبة الإشارة 440[3]

## القيادة المركزية للعمليات الخاصة
- فرقة العمل فايكنغ (قوة المهام فايكنج)[5]

 المجموعة العاشرة للقوات الخاصة ‏
 اللواء المحمول جواً 173 ‏ – أجرى عملية عملية التأخير الشمالية في شمال العراق في 26 مارس 2003
الكتيبة الأولى، فوج المشاة 508 ‏ (أي بي أن)
الكتيبة الثانية، فوج المشاة 503 ‏ (أي بي أن)
الكتيبة الأولى، فوج المدرعات 63 ‏ – (فرقة المشاة الأولى)، ملحقة
د بتري، فوج المدفعية الميدانية 319 ‏ (أي بي أن) (105T)
الكتيبة الثانية، فوج المدفعية الميدانية الخامس عشر ‏ (105T) – (فرقة الجبل العاشرة)، الملحقة
الكتيبة الثانية، فوج المشاة الرابع عشر ‏ – (فرقة الجبال العاشرة)، ملحقة باستثناء سرية تشارلي
الوحدة البحرية الاستكشافية السادسة والعشرون ‏ (أس أو سي)
الكتيبة الأولى، فوج مشاة البحرية الثامن ‏
فرقة العمل المشتركة للعمليات الخاصة-الغرب (TF Dagger) مجموعة القوات الخاصة الخامسة الكتيبة الأولى، فوج المشاة 124 – FLNG فرقة تشارلي، الكتيبة الثانية، فوج المشاة الرابع عشر – (الفرقة الجبلية العاشرة)، ملحقة فرقة العمل 14 السرب ب، فوج الخدمة الجوية الخاصة 22 السرب د، فوج الخدمة الجوية الخاصة 22 فرق العمل 7 السرب م، خدمة القوارب الخاصة فرق العمل 64 السرب الأول، فوج الخدمة الجوية الخاصة السرايا، الكتيبة الرابعة، الفوج الملكي الأسترالي (أصبح فيما بعد فوج الكوماندوز الثاني) فرقة العمل 20 السرب ج، العمليات الأولى للقوات الخاصة مفرزة دلتا السرب د، مفرزة العمليات الأولى للقوات الخاصة-دلتا السرب الذهبي، مجموعة تطوير الحرب الخاصة البحرية فوج رينجر 75 مجموعة مهام الحرب الخاصة البحرية - الوسطى فريق القوات الخاصة البحرية  فريق القوات الخاصة البحرية 5 فريق القوات الخاصة البحرية 8 فريق القوات الخاصة البحرية 10 الفصيل، فريق مركبة التوصيل للقوات الخاصة البحرية 1 فريق القوارب الخاصة 12 فريق القوارب الخاصة 20 جي آر أو أمM

## القوات المسلحة العراقية
كان صدام حسين هو القائد الأعلى للقوات المسلحة.

### جيش
رئيس الأركان: إبراهيم عبد الستار محمد أحمد

### شمال العراق
- الفيلق الأول – مدينة كركوك
  - الفرقة الثانية مشاة – الربيعي
  - الفرقة الخامسة (العراق) – شوان
  - الفرقة 38 مشاة – قادر كرم
- الفيلق الخامس – الموصل
  - الفرقة الميكانيكية الأولى – مخمور
  - فرقة المشاة الرابعة – ماونتن
  - الفرقة السابعة (العراق) – قلعة ألتون كوبري
  - فرقة المشاة السادسة عشر – سد صدام

### شرق العراق
الفيلق الثاني (العراق) – ديالا
- الفرقة المدرعة الثالثة – الجلاوية
- فرقة المشاة 15 (العراق) – أمرلي
- فرقة المشاة 34 – خانقين

### جنوب العراق
- الفيلق الثالث (العراق) – الناصرية
  - الفرقة السادسة (العراق) – مجنون
  - الفرقة الحادية عشرة (العراق) – الناصرية
  - الفرقة الميكانيكية 51 – الزبير
- الفيلق الرابع – العماره
  - الفرقة العاشرة (العراق) – ال تي اي بي
  - الفرقة 14 مشاة – العمارة
  - الفرقة 18 مشاة – المشرح

### الحرس الجمهوري
بإشراف قصي حسين بقيادة الفريق الركن سيف الدين طه الراوي.
- الفيلق الأول للحرس الجمهوري
  - فرقة المدينة المدرعة  [لغات أخرى]‏؛ اللواء الثاني والعاشر والرابع عشر.
  - فرقة بغداد الآلية، وتضم الألوية الآلية الرابع والخامس والسادس.
  - فرقة مشاة عدنان، لواء المدفعية الحادي عشر والثاني عشر والحادي والعشرين والفرقة.
- الفيلق الثاني للحرس الجمهوري
  - فرقة النداء المدرعة؛ اللواء 41، 42، 43.
  - فرقة نبوخذ نصر الآلية؛ الألوية 19 و22 و23.
  - فرقة حمورابي المدرعة  [لغات أخرى]‏ - ربما مع قوة الصحراء الغربية؛ اللواء الثامن، اللواء التاسع الآلي، اللواء الثامن عشر المدرع، لواء المدفعية الفرقة.

### الحرس الجمهوري الخاص
بإشراف قصي حسين بقيادة اللواء خير الله وحيدس عمر الناصري. إنها بمثابة الحرس البريتوري الذي يقع داخل بغداد ويهدف إلى الدفاع عن النظام.
- اللواء الأول
- اللواء الثاني
- اللواء الثالث
- اللواء الرابع
- قيادة الدروع

## روابط خارجية
الترتيب الكامل للمعركة "للقتال الرئيسي" حتى الأول من مايو 2003 . "رابط Archive.org للملحق الخاص بجيش الولايات المتحدة، "On Point." "صورة تم تجميعها من سجلات الوحدة بناءً على إحاطة تنظيم المهام من CFLCC بتاريخ 010300Z 03 مايو (1 مايو 2003، 0300 ساعات بتوقيت جرينتش ). لقد تغير تنظيم مهام OIF [عملية تحرير العراق] بشكل متكرر، ويعكس ترتيب المعركة هذا نهاية العمليات القتالية الرئيسية في 1 مايو 2003. هذا ترتيب معركة (تحديد وهيكل قيادة وحدة)، وليس تنظيم مهمة (تعديل مؤقت لحجم وتكوين وحدة لتلبية متطلبات المهمة)؛ وبالتالي، قد لا يتم عكس الوحدات الفرعية العضوية للمقر أو الإلحاق المتبادل للوحدات الفرعية العضوية داخل تشكيلات على مستوى الكتيبة. كان القصد هو الإدراج. تم التحقق من الوحدات المتأخرة في الوصول مقابل تقارير إغلاق القوة من 15 إلى 31 أبريل على مجموعة أخبار CENTCOM JOPES Ops 2. تستند تسميات وحدات الجيش إلى أوصاف وكالة دعم إدارة قوة الجيش الأمريكي."